# Décès en 1150
Décès
- 1146
- 1147
- 1148
- 1149
- 1150
- 1151
- 1152
- 1153
- 1154

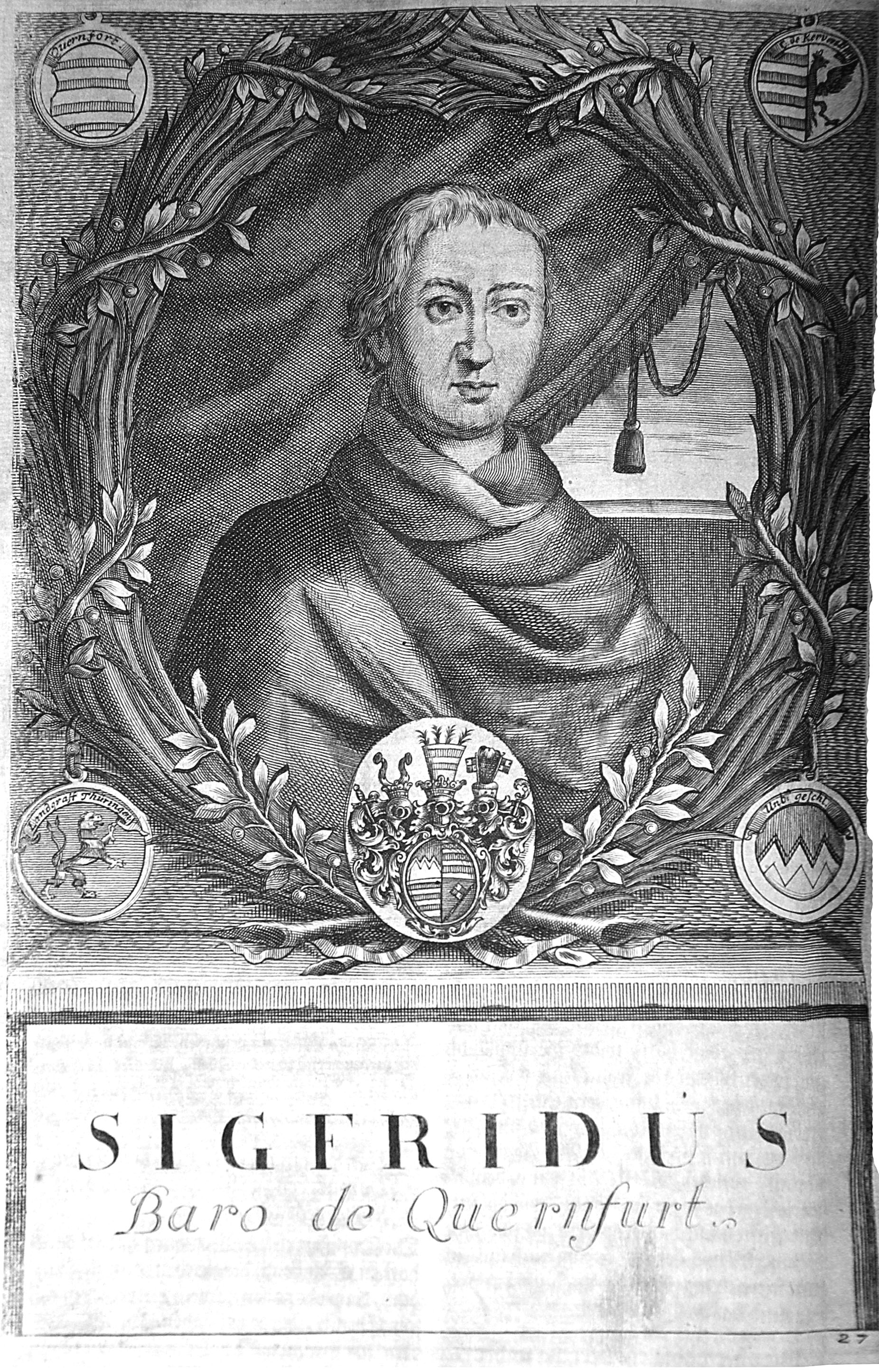
Siegfried von Truhendingen, mort en 1150.

Cette page dresse une liste de personnalités mortes au cours de l'année 1150 :
- 9 janvier : Jin Xizong, empereur de Chine de la dynastie Jin.
- 14 janvier : Étienne de Garlande, homme d'Église et homme politique français.
- avant février : Henri-Bérenger, roi de Germanie.
- 25 juin : Jindřich Zdík, évêque d'Olomouc, en Moravie.
- 4 août : Gertrude de Babenberg, duchesse de Bohême.
- 21 novembre : Garcia V de Navarre, roi de Navarre.
- 16 décembre : Raynaud de Bar-sur-Seine, abbé de Cîteaux.
- 29 décembre : Abbé Geoffroy, bénédictin normand, 14e abbé du Mont Saint-Michel.

- Conrad de Hirsau, auteur allemand de langue latine, bénédictin, biographe, musicien et poète.
- Enguerrand de Campdavaine, comte de Saint-Pol.
- Marguerite de Clermont-Beauvaisis, comtesse de Flandre, puis comtesse de Saint-Pol.
- Guérin, moine cistercien, évêque de Sion.
- Tiburge d'Orange, comtesse d'Orange.
- Otto Ier de Salm, seigneur de  Rheineck et comte palatin du Rhin.
- Roger Ier Trencavel, vicomte de Carcassonne et d’Albi.
- Siegfried von Truhendingen, évêque de Wurtzbourg.
- Suryavarman II, roi de l'Empire khmer, constructeur d'Angkor Vat, son temple d'État.
- Teobaldo Roggeri, saint de l'église catholique.

date incertaine (vers 1150)
- Guido Moricotti, cardinal italien.

## Crédit d'auteurs
- Cet article est partiellement ou en totalité issu de l'article intitulé « 1150 » (voir la liste des auteurs).